# Benito Juárez (Demarcación territorial)
Koordinaten: 19° 22′ 46″ N, 99° 9′ 33″ W
Die Demarcación territorial Benito Juárez, benannt nach dem früheren mexikanischen Präsidenten, ist einer von 16 Bezirken (alcaldías, ehem. delegaciones) der mexikanischen Hauptstadt Mexiko-Stadt.

## Lage
Benito Juárez befindet sich südlich von Cuauhtémoc, wo sich die historische Altstadt befindet, und nördlich des Bezirks Coyoacán, in dem sich unter anderem die Ciudad Universitaria mit dem Estadio Olímpico Universitario sowie das Aztekenstadion befinden.

## Sehenswürdigkeiten

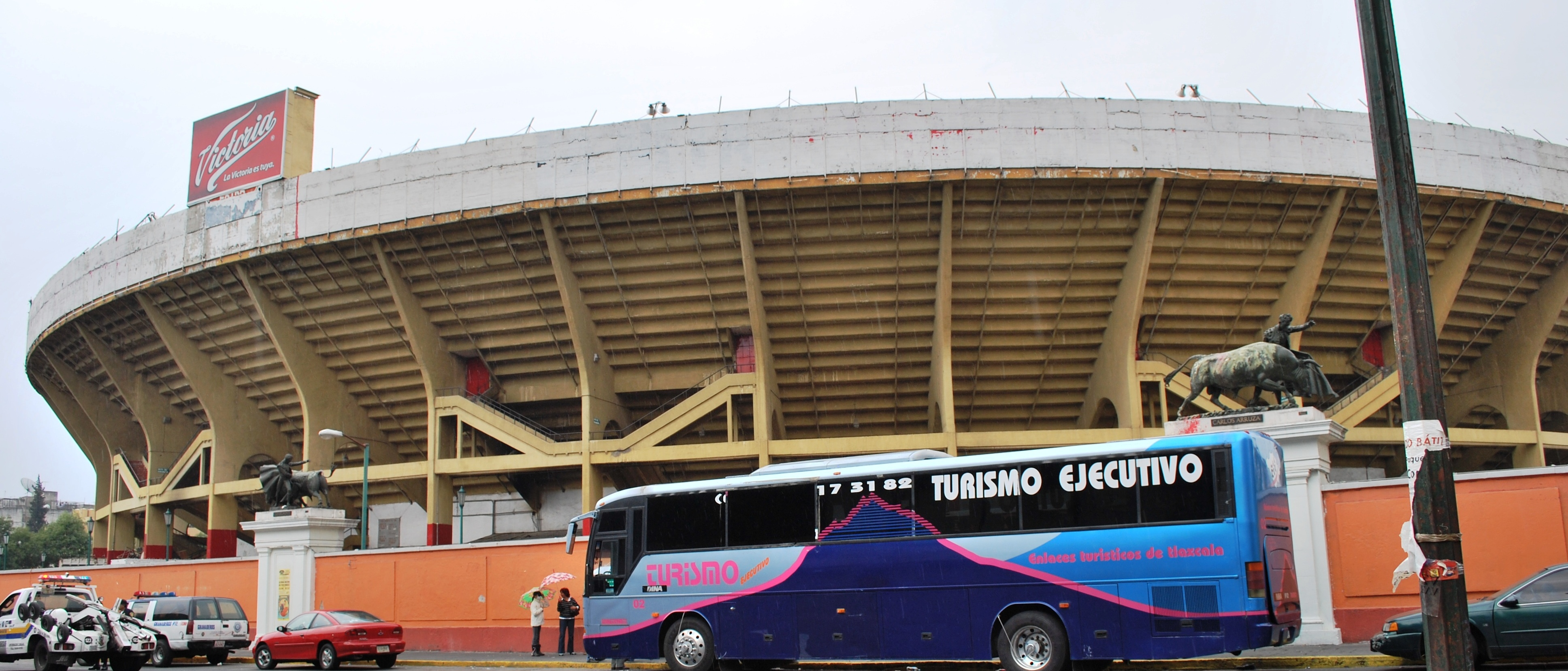
Die größte Stierkampfarena der Welt bietet 41.000 Zuschauern Platz.

In Benito Juárez befindet sich unter anderem die weitgehend in den 1940er Jahren errichtete Ciudad de los Deportes mit dem Estadio Azul, Heimspielstätte des CD Cruz Azul, und der Plaza México, der größten Stierkampfarena der Welt. Ferner befinden sich in der colonia Nápoles dieses Bezirks das World Trade Center von Mexiko-Stadt sowie das Polyforum Cultural Siqueiros mit dem weltweit größten Mural La Marcha de la Humanidad von David Alfaro Siqueiros.

## Bevölkerungsstruktur
Die Bevölkerung der Demarcación territorial Benito Juárez ist größtenteils der Mittelschicht bzw. der gehobenen Mittelschicht zuzuordnen, womit der Bezirk zu den wohlhabendsten Wohngebieten von Mexiko gehört. Die in seinen Vierteln Mixcoac und San Pedro de los Pinos, seinerzeit noch eigenständige Gemeinden vor den Toren von Mexiko-Stadt, entstandenen Golfclubs Mixcoac Golf Club und San Pedro Golf Club gründeten 1906 den Mexico Country Club, den ersten Country Club Mexikos.